# 瓦利法姆斯 (亞利桑那州)
瓦利法姆斯（英語：Valley Farms）是位於美國亞利桑那州皮納爾縣的一個非建制地區。該地的面積和人口皆未知。

## 地理
瓦利法姆斯的座標為32°59′18″N 111°26′50″W / 32.98833°N 111.44722°W，而該地的平均海拔高度為450米（即1480英尺）。